# Claire Constant
Claire Anna Constant (* 13. Oktober 1999 in Alexandria) ist eine haitianische Fußballspielerin.

## Karriere
Constant wurde in den Vereinigten Staaten als Tochter eines haitianischen Vaters und einer amerikanischen Mutter geboren.

### Verein
Von 2018 bis 2022 spielte sie für die Virginia Cavaliers. 2023 wechselte sie zum portugiesischen Klub SC União Torreense.

### Nationalmannschaft
2022 wurde sie für die Haitianische Fußballnationalmannschaft der Frauen berufen und war an der erfolgreichen Qualifikation zur FIFA Frauen-Weltmeisterschaft 2023 beteiligt, der ersten Qualifikation ihres Landes für eine WM der Frauen. Bisher absolvierte sie 8 Länderspiele (Stand August 2023).